# OpenSearch
OpenSearch是一組允許以網路聚合的格式發布搜尋結果的技術。其於2005年推出，是網站與搜尋引擎以標準可被存取的格式發布搜尋結果的一種方式。
OpenSearch由亞馬遜公司的子公司A9開發，第一版的OpenSearch 1.0由杰夫·贝索斯在2005年3月15日的歐萊禮新興技術大會上公佈。OpenSearch 1.1的草稿版本則於2005年9月與12月發布。

## 支援
支援OpenSearch的网页浏览器包含了Safari、Microsoft Edge、Firefox以及Google Chrome。
Mozilla已表示他們會將OpenSearch搜尋附加元件棄用並改用WebExtentions搜尋附加元件。但不會影響到從網站手動新增OpenSearch引擎的能力。自2019年12月5日起，使用OpenSearch技術的搜尋引擎附加元件已從Mozilla的附加元件網站上移除。

## 設計
OpenSearch包含了：

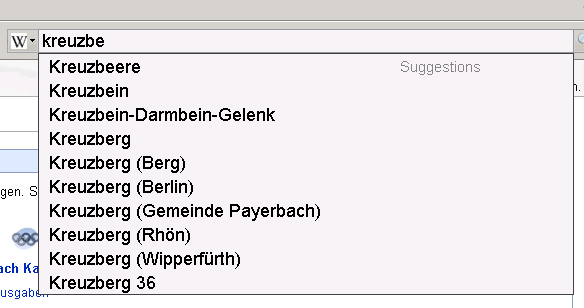
德語維基百科的搜尋建議

1. OpenSearch描述檔：用來識別與描述搜尋引擎的XML檔案
2. OpenSearch查詢語法：描述了要在哪裡擷取搜尋結果
3. OpenSearch RSS (OpenSearch 1.0) 或是OpenSearch回應 (OpenSearch 1.1)：用於提供開放搜尋結果的格式
4. OpenSearch聚合器：網站可以顯示OpenSearch結果
5. OpenSearch自動探索向使用者發出搜尋外掛程式連結以及嵌入在HTML頁面標頭中連結的訊號

OpenSearch描述文件列出了指定網站或工具的搜尋結果回應。1.0版的規範僅允許RSS格式的回應；不過1.1版則支援了多種回應，可以是任意格式。OpenSearch聚合器僅正式支援RSS與Atom，但仍然可以接受其他如HTML等格式。
- 自動探索OpenSearch描述文件可透過HTML與Atom或RSS feed以連結關係<atom:link rel="search" ... /> (Atom)[9]或<link rel="search" ... /> (RSS)[9]與HTML文件[10]。
- OpenSearch描述文件必須必須放置在同一個網域的網路伺服器上[11]。
- OpenSearch描述文件必須以application/opensearchdescription+xml互联网媒体类型[12]提供。